# Calumma tarzan
Il camaleonte Tarzan (Calumma tarzan) Gehring, Pabijan, Ratsoavina, Köhler, Vences & Glaw, 2010 è un piccolo sauro della famiglia Chamaeleonidae, endemico del Madagascar e in pericolo critico di estinzione.

## Descrizione
È un camaleonte di media taglia (lunghezza media complessiva 110–150 mm, di cui oltre metà spettanti alla coda), che mostra un profilo caratteristico dovuto alla presenza di due creste rostrali che si fondono anteriormente in un processo a forma di vanga, che si proietta di qualche millimetro al di là della punta del muso. Ha una colorazione variabile dal verde al giallo brillante, con comparsa di bande trasversali più scure quando disturbato; nei maschi la testa ed il collo hanno una colorazione nerastra.

## Biologia
È una specie arboricola, solitaria, con abitudini diurne.

## Distribuzione e habitat
La specie ha un areale ristretto a due isolate località del Madagascar centro-orientale, nella regione di Alaotra Mangoro. Si tratta di due piccoli lembi di foresta pluviale degradata, con una superficie complessiva inferiore ai 10 km², ad altitudini comprese tra 800 e 910 m. La prima delle due località, che è il locus typicus della specie, è una piccola foresta che sorge circa 1 km a nord del villaggio di Tarzanville, la seconda è la foresta di Ambatofotsy, situata pochi km più a sud (19°32′35.2″S 48°18′59.5″E).

## Conservazione
La IUCN Red List, vista la esiguità del suo areale e considerato che esso non è attualmente tutelato da nessuna misura di protezione, classifica C. tarzan come specie in pericolo critico di estinzione (Critically Endangered).
La specie è inserita nella Appendice II della Convention on International Trade of Endangered Species (CITES).